# 40e corps de réserve (Empire allemand)
Pour les articles homonymes, voir 40e corps d'armée.
Le 40e corps de réserve (XXXX. Reserve-Korps ou XXXX RK en allemand) est une grande unité de l'armée de l'Empire allemand pendant la Première Guerre mondiale.

## Histoire

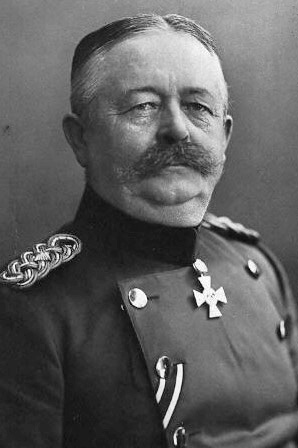
Karl Litzmann

Le 24 décembre 1914, le général d'infanterie Karl Litzmann devient le premier général commandant du corps de réserve mis sur pied avec la mobilisation, qui est d'abord engagé sur le front de l'Est auprès de la 8e armée pendant la bataille d'hiver en Mazurie. Le corps attaque avec les 79e (de) et 80e (de) divisions de réserve, soutenues par la 3e brigade de cavalerie, à travers la lande de Johannisburg (de) contre la ligne Gehsen (de)-Wrobeln (de)-Snopken (de). Le 7 février 1915, le "groupe Litzmann" atteint la ligne Drygallen-Rollken . Après la reconquête complète de la Prusse-Orientale, le général Litzmann pousse le 40e corps de réserve au sud du Niémen. Entre le 14 et le 18 août 1915, il réussit à s'emparer de la forteresse de Kovno, considérée comme imprenable, grâce à une habile gestion des troupes.
En mars 1916, lors de la bataille du lac Narotch, le commandement général de la 10e armée est subordonné à l'aile droite. La 79e division de réserve et les 14e (de) et 16e (de) divisions de Landwehr subordonnées se trouvent en première ligne dans la région de Smorgon et ne sont pas directement touchées par l'offensive russe. Des parties de la 80e division de réserve en réserve peuvent ainsi être acheminées vers Postawy par le groupe de corps Hutier,  qui lutte plus au nord.
En décembre 1916, le corps d'armée est transféré sur le front occidental et des combats s'ensuirent, notamment en Artois et devant Verdun. Entre le 24 juillet et le 15 décembre 1917, le commandement général, reparti sur le front de l'Est, prend le commandement de la région de Stanislau pendant l'offensive Kerensky en tant que Groupe Litzmann dans la section de la 3e armée austro-hongroise. À la mi-décembre 1917, le commandement général prend encore en charge le commandement dans la région de Slonim jusqu'au début du mois de janvier 1918.
Fin janvier 1918, le corps d'armée se déplace pour la deuxième fois sur le front occidental et prend le commandement du "groupe Souchez" dans la région d'Arras le 6 février. Début avril 1918, le corps transféré en Flandre participe à la bataille de la Lys, les 207e et 220e divisions d'infanterie subordonnées couvrant l'aile gauche de la 6e armée dans le secteur au sud de La Bassée. Le 6 août 1918, le lieutenant-général Paul Grünert prend le commandement du corps. Il forme alors l'aile gauche de la 6e armée à Lens. De là, il se replie sur la position Anvers-Meuse jusqu'à l'armistice. Grünert ramène son corps d'armée dans son pays et présente sa demande de départ après la démobilisation de la grande unité.

## Composition
Le corps est formé au début de la guerre à partir de volontaires prussiens et est structuré comme suit :
79e division de réserve (de)
- 79e brigade d'infanterie de réserve
  - 261e régiment d'infanterie de réserve
  - 262e régiment d'infanterie de réserve
  - 263e régiment d'infanterie de réserve
  - 79e compagnie cycliste de réserve
  - 79e détachement de cavalerie de réserve
- 79e brigade d'artillerie de campagne de réserve
  - 63e régiment d'artillerie de campagne de réserve
  - 64e régiment d'artillerie de campagne de réserve
- 81e compagnie du génie de réserve

80e division de réserve (de)
- 80e brigade d'infanterie de réserve
  - 264e régiment d'infanterie de réserve
  - 265e régiment d'infanterie de réserve
  - 266e régiment d'infanterie de réserve
  - 80e compagnie cycliste de réserve
  - 80e détachement de cavalerie de réserve
- 80e brigade d'artillerie de campagne de réserve
  - 65e régiment d'artillerie de campagne de réserve
  - 66e régiment d'artillerie de campagne de réserve
- 82e compagnie du génie de réserve
- 83e compagnie du génie de réserve

Troupes du corps

## Général commandant
| Grade                  | Nom           | Date                              |
| ---------------------- | ------------- | --------------------------------- |
| General der Infanterie | Karl Litzmann | 24 décembre 1914 au 6 août 1918   |
| Generalleutnant        | Paul Grünert  | 6 août 1918 à la fin de la guerre |